# Thomas Hardwick
Thomas William Hardwick (Thomasville (Georgia), 9 december 1872 - Sandersville (Georgia), 31 januari 1944) was een Amerikaans politicus. Hij was gouverneur van Georgia en namens die staat lid van de senaat en het Huis van Afgevaardigden.

## Levensloop
Hardwick behaalde een Bachelor of Arts aan de Mercer-universiteit en vervolgens een Juris Doctor aan de Universiteit van Georgia. Vervolgens begon hij zijn eigen advocatenpraktijk. van 1895 tot 1897 was hij openbaar aanklager in Washington County. Van 1898 tot 1902 diende Hardwick in het Huis van Afgevaardigden van de staat Georgia, om vervolgens de overstap te maken naar het federale Huis van Afgevaardigden. 
Na het overlijden van senator Augustus Bacon stelde Hardwick zich verkiesbaar voor de Senaat en werd gekozen. Als senator was Hardwick een van de initiatiefnemers van de Immigration Act van 1918. De wet was gericht tegen radicale anarchisten. Het maakte het mogelijk om iedereen die niet beschikte over de Amerikaanse nationaliteit en die lid was van een anarchistische organisatie of anarchistische literatuur in zijn had het land uit te zetten. Als direct gevolg van zijn steun werd Hardwick doelwit van aanhangers van de anarchist Luigi Galleani die een bombrief naar Hardwick stuurden. De bom ontplofte toen de huisbediende Ethel Williams het pakketje opende. Zij verloor haar beide handen. Hardwicks vrouw raakte zwaargewond. 
In 1918 was Hardwick bij de Democratische voorverkiezingen verslagen door Thomas Watson, waardoor hij een jaar later de Senaat moest verlaten. Vervolgens stelde hij zich met succes verkiesbaar voor het gouverneurschap van Georgia. Zijn opvallendste daad was de benoeming van Rebecca Latimer Felton in de Senaat, als tijdelijke vervanger van Tom Watson. Ook al was het maar voor één dag, Felton was daarmee wel de eerste vrouwelijke senator ooit. Hardwick was een verklaard tegenstander van de Klu Klux Klan en verloor daardoor in 1923 de verkiezingen van Clifford Walker. Na de twee mislukte pogingen om terug te keren in de Senaat gaf Hardwick zijn politieke ambities op en pakte zijn juridische werkzaamheden weer op.

## Persoonlijk
Hardwick trouwde in 1894 met Maude Elizabeth Perkins. Een jaar na haar overlijden in 1937 trouwde hij met Sallie Warren West. Hardwick had een dochter en twee stiefdochters